# Mecz piłkarski NRD – RFN (1974)
Mecz piłkarski NRD – RFN (1974) odbył się 22 czerwca 1974 w Hamburgu na stadionie Volksparkstadion podczas rundy eliminacyjnej mistrzostw świata w piłce nożnej, pomiędzy reprezentacją Republiki Federalnej Niemiec i reprezentacją Niemieckiej Republiki Demokratycznej. Stawką było pierwsze miejsce w grupie A. Fakt, że Niemcy grali z Niemcami, dodawał temu meczowi dodatkowego podtekstu sportowego i politycznego – oba kraje odnosiły się do siebie wrogo, a władze NRD walczyły o prestiż, również poprzez osiągnięcia sportowe. Był to jedyny w historii mecz między tymi reprezentacjami.

## Historia

### Sytuacja polityczna

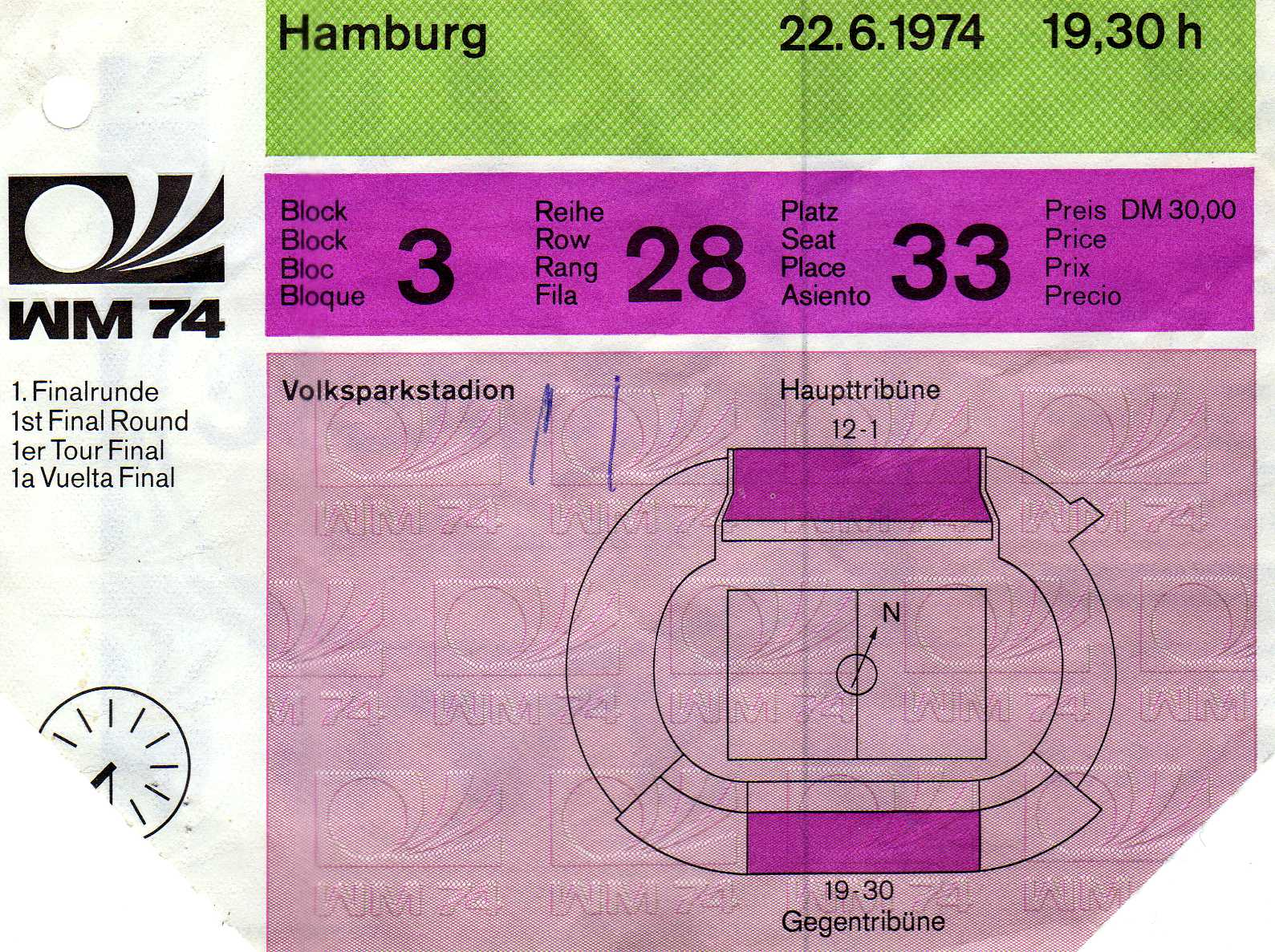
Bilet na mecz

Podczas losowania piłkarskich mistrzostw świata 5 stycznia 1974 jedenastoletni Detlef Lange wyciągnął los z numerem 3, przyporządkowujący reprezentację Niemieckiej Republiki Demokratycznej do grupy, w której znalazła się reprezentacja Republiki Federalnej Niemiec. Spotkało się to z żywą reakcją na sali: po raz pierwszy (i – jak się później okazało – ostatni) miało dojść do spotkania dwu niemieckich drużyn. Wkrótce po losowaniu pojawiły się plotki, że reprezentacja NRD skorzysta z pretekstu i nie przystąpi do mistrzostw świata. Reprezentacja RFN była wówczas mistrzem Europy, a drużyna wschodnioniemiecka debiutowała na mistrzostwach świata. Mimo podpisania 3 lata wcześniej umów między RFN i NRD oraz porozumienia czterech mocarstw w sprawie Berlina i rozładowania napięcia utrzymującego się od początku istnienia obu państw, sytuacja polityczna obu państw niemieckich daleka była od normalności – z trudnością wzajemnie uznawały swoje istnienie. Wielu Niemców z Zachodu nie uznawało Niemieckiej Republiki Demokratycznej za odrębne państwo, lecz za strefę okupacyjną. Dla odmiany, NRD nie uznawała Berlina Zachodniego na tyle, na ile było to możliwe; na mapach wydawanych w NRD w miejscu Berlina znajdowała się biała plama.
Władze NRD potraktowały zarówno występ, jak i sam mecz prestiżowo (od początku istnienia tego państwa sport był ważnym elementem budowania tożsamości państwowej) i przeznaczały na szkolenie duże środki finansowe. Zawodników otoczono opieką, której brakowałoby, gdyby obie reprezentacje niemieckie nie trafiły na siebie.

### Kibice

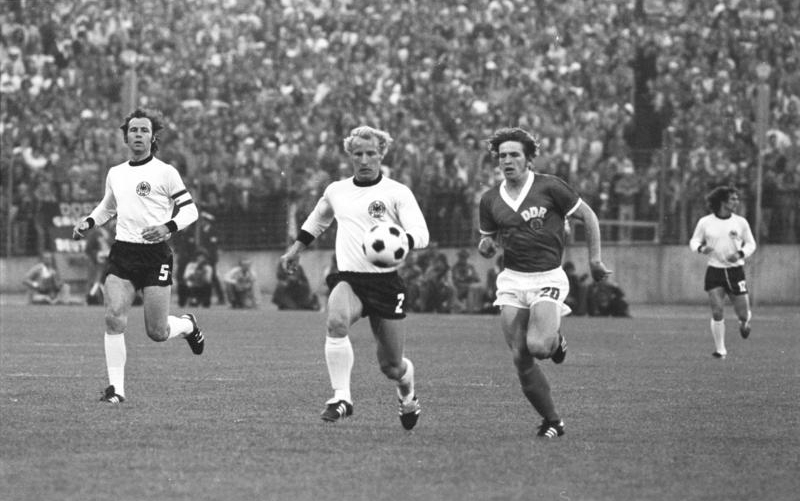
Od lewej: Franz Beckenbauer, Berti Vogts i Martin Hoffmann

Po losowaniu mistrzostw świata niemiecka służba bezpieczeństwa wewnętrznego Stasi (kierowana przez Ericha Mielke) rozpoczęła operację Leder, która miała na celu uniknięcie niepożądanych zjawisk, takich jak np. pozostanie enerdowskich kibiców na Zachodzie. Była to największa operacja Stasi związana ze sportem. Akcja Leder polegała m.in. na wybraniu odpowiednich osób, które władza mogłaby bez obawy wysłać do Hamburga. Największe szanse na wyjazd miały osoby powyżej 25. roku życia, należące do partii lub organizacji młodzieżowych oraz pozostające w związkach małżeńskich, przy czym nie mogły wyjechać osoby z tej samej rodziny. Wytypowano 1500 osób. Preferowano tych, którzy odwiedzili już RFN. Wszyscy wytypowani do wyjazdu byli starannie prześwietleni przez służbę bezpieczeństwa i inwigilowani praktycznie do momentu wyjazdu. Możliwość obejrzenia spotkania piłkarskiego traktowano jako duże wyróżnienie i zaufanie ze strony komunistycznego państwa. Jak wynika z dokumentów Stasi, co dziesiąty „kibic” był współpracownikiem służby bezpieczeństwa. Podczas inauguracji mundialu NRD reprezentował między innymi enerdowski wokalista Frank Schöbel. Był on od początku do końca otoczony agentami Stasi, nie dopuszczono do niego nikogo z RFN. Enerdowscy kibice dotarli do Hamburga specjalnymi pociągami. Podczas całego pobytu w RFN byli bacznie obserwowani przez agentów Stasi, którzy zwracali m.in. uwagę na ewentualne kontakty z zachodnioniemiecką literaturą polityczną, pornograficzną i popularną, a także czasopismami. Enerdowscy kibice podczas meczu dopingowali żywiołowo własną drużynę, najczęściej znanym wschodnioniemieckim hasłem „7, 8, 9, 10, Klasse”. Podczas mundialu Stasi wzmocniła kontrolę granicy wewnątrzniemieckiej; nie zapobiegło to co najmniej jednej ucieczce na Zachód – Rolanda i Christe Au, którzy wykorzystali brak czujności służb granicznych podczas meczu. Jak podała telewizja ZDF, państwo Au (z ukrytą w bagażniku Christe Au) przekroczyli granicę dokładnie w momencie zdobycia bramki przez Sparwassera. Podczas pobytu kibiców enerdowskich w Niemczech doszło do kilku incydentów, m.in. palenia flagi NRD. Stasi napisała w swych raportach, że niektórzy enerdowscy fani kibicowali reprezentacji zachodnioniemieckiej. Wśród kibiców enerdowskich mówiło się, że „nasi przegrali z NRD”.

### Piłkarze

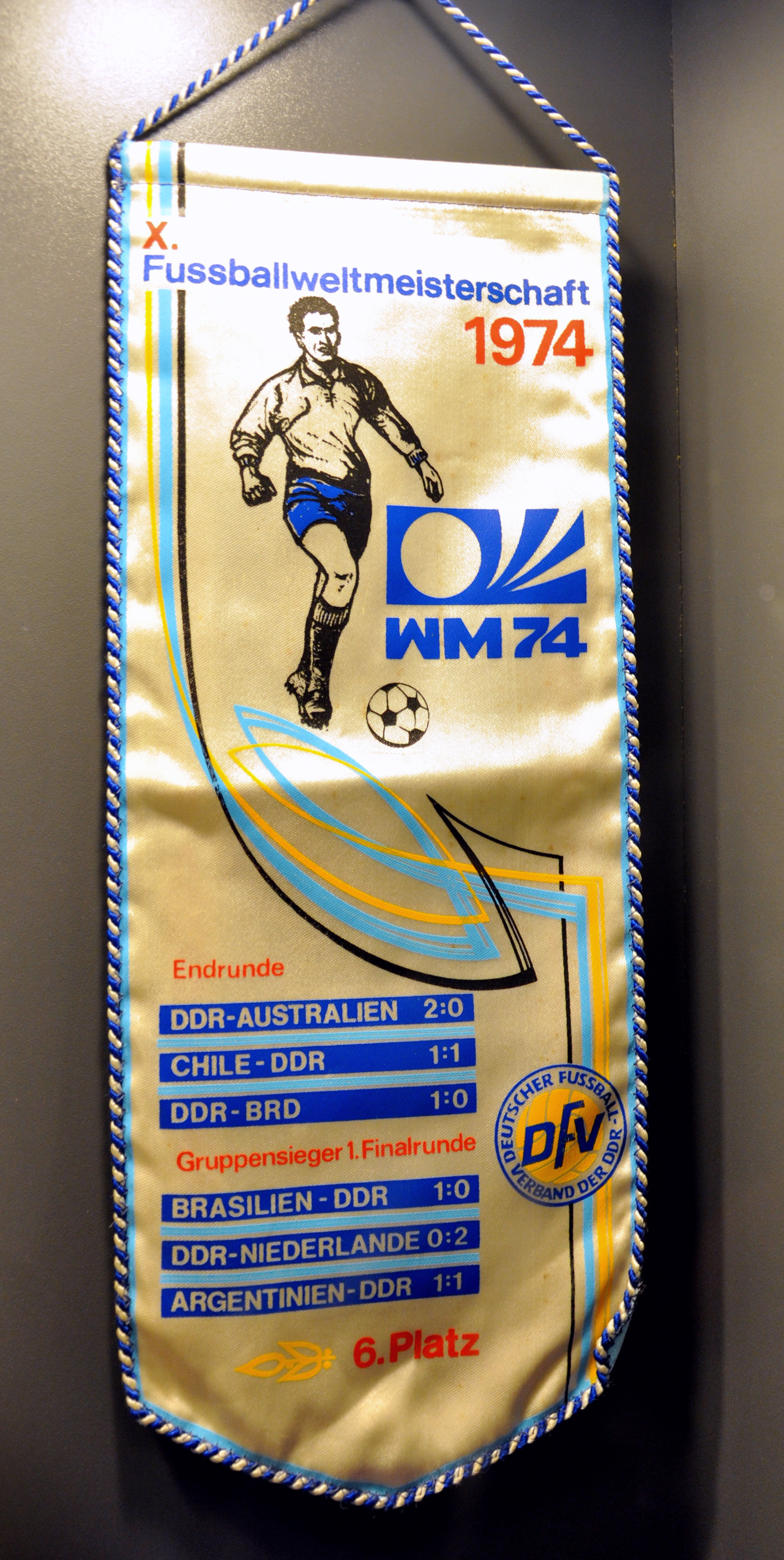
Pamiątkowy proporczyk drużyny NRD

Przygotowania do meczu były istotne również w Republice Federalnej Niemiec. Spotkanie z NRD było meczem podwyższonego ryzyka (po zamachu podczas Igrzysk Olimpijskich w 1972 w Monachium władze musiały wprowadzić obostrzone rygory bezpieczeństwa).
Odpowiednie przygotowanie ideologiczne przeszli nie tylko kibice, ale również piłkarze reprezentacji wschodnioniemieckiej. W tym celu przydzielono reprezentacji opiekuna ze Stasi, Gerda Kischera. Podczas całego pobytu piłkarzy w RFN zawodnicy wschodnioniemieccy byli pilnowani przez służby bezpieczeństwa, choć pozwalano piłkarzom na kontakty z kibicami lub dziećmi zbierającymi autografy. W pokojach piłkarzy enerdowskich nie było odbiorników telewizyjnych. Mimo inwigilacji, piłkarzom wschodnioniemieckim udało się zwiedzić dzielnicę domów publicznych Reeperbahn.
Za występ na mistrzostwach świata zawodnicy NRD otrzymali po ok. 8 tys. marek na osobę; zachodnioniemiecki związek piłkarski obiecał po 30 tys. marek RFN za tytuł mistrza świata; reprezentacja odmówiła przyjęcia tych pieniędzy. Ostatecznie wypłacono każdemu zawodnikowi za zdobycie tytułu mistrzowskiego 70 tys. marek.

### Mecz
W sondażach przedmeczowych przeprowadzonych w RFN tylko 17% ankietowanych stawiało na zwycięstwo NRD. W dzień meczu w popularnej zachodnioniemieckiej gazecie Bild-Zeitung na pierwszej stronie ukazał się artykuł pt. „Dlaczego dzisiaj wygramy”. Już przed meczem, po spotkaniu Australia – Chile, wiadomo było, że obie reprezentacje niemieckie awansowały do drugiej rundy i mecz będzie toczył się o pierwsze miejsce w grupie, jak i o prestiż. Trener Helmut Schön próbował zmobilizować zespół zachodnioniemiecki słowami zagrajcie dziś również dla mnie (Spielt heute auch mal für mich).
Schön dokonał przed meczem jednej zmiany: kontuzjowany Jupp Heynckes został zastąpiony przez debiutującego na mistrzostwach Heinza Flohe. Drużyna NRD wprowadziła trzech nowych zawodników, wszystkich na pomocy: Reinharda Laucka i Lothara Kurbjuweita, którzy zadebiutowali na mistrzostwach oraz Hansa-Jürgena Kreische, który rozegrał na tym mundialu pierwszy mecz od początku spotkania (zagrał od 72 minuty we wcześniejszym meczu z drużyną Chile). Nastroje drużyny wschodnioniemieckiej poprawiał fakt, że była niepokonana od 15 pojedynków.
Inicjatywę od początku przejęli piłkarze zachodnioniemieccy, którzy pierwszą szansę zmarnowali, gdy Gerd Müller otrzymał podanie od Jürgena Grabowskiego i strzelił trzy metry obok pustej bramki. Grający na obronie Franz Beckenbauer i Paul Breitner nie dopuszczali napastników wschodnioniemieckich do pozycji strzeleckich. Groźny strzał oddał Flohe, po czym cofnął się na pozycje obronne. W 25. minucie udaną akcję przeprowadzili piłkarze NRD: Reinhardt Lauck podał piłkę do Hansa-Jürgena Kreische, ten jednak nie trafił do bramki z 5 metrów. W 40. minucie groźną sytuację zmarnował Gerd Müller, strzelając w słupek. Pierwsza połowa zakończyła się wynikiem bezbramkowym. W drugiej połowie drużyna wschodnioniemiecka ustawiła się na grę z kontry. W taki sposób po akcji zawodników RFN padła bramka dla drużyny NRD, gdy bramkarz Jürgen Croy wyrzucił piłkę, którą przejął Erich Hamann i długim podaniem obsłużył Jürgena Sparwassera. Ten strzelił do bramki z 4 metrów. W 88. minucie Croy obronił rzut wolny wykonywany przez Uliego Hoeneßa. Mecz zakończył się wynikiem 1:0.

### Następstwa
Wynik ten został uznany za największą sensację turnieju. Wbrew oczekiwaniom, pomeczowa konferencja prasowa miała bardzo spokojny przebieg. Wymiany koszulek dokonano poza stadionem i ekranami telewizyjnymi, choć – wbrew powszechnemu przekonaniu – odbyła się, jednak nie na murawie boiska, a poza nim, również w szatni. Tak twierdził w wywiadzie strzelec jedynej bramki Jürgen Sparwasser, który wymienił trykot z Paulem Breitnerem w tunelu. Piłkarzom NRD zgotowano po powrocie do kraju owacyjne przyjęcie – mimo niezdobycia medalu (druga runda rozgrywek nie była pomyślna dla reprezentacji, która ostatecznie zajęła 6. miejsce). Zdobywca zwycięskiej bramki Jürgen Sparwasser stał się rozpoznawalną postacią. Wielokrotnie powtarzał, że na swoim nagrobku chce mieć wyryte „Hamburg 1974”. W 1988 Sparwasser uciekł do Republiki Federalnej – nie powrócił z turnieju seniorów. Jeden z ówczesnych agentów Stasi, „opiekunów” kibiców podczas meczu, Werner Teske, został w roku 1981 oskarżony o zdradę i próbę ucieczki na Zachód, a w wyniku procesu skazany na karę śmierci – był to ostatni wyrok śmierci wykonany w NRD. Po meczu pojawiły się pogłoski, że drużyna RFN przegrała taktycznie, nie chcąc w drugiej rundzie trafić na bardzo silne ekipy Brazylii i Holandii.

## Raport i składy
| 22 czerwca 1974 19:30 CET | NRD · Sparwasser 77'                               | 1:0(0:0)Raport | RFN | Volksparkstadion, Hamburg Widzów: 60 200 Sędzia: Ramón Barreto (Urugwaj) Asystenci: Marques (Brazylia), Pestarino (Argentyna) |
|                           | kartki: · Sparwasser 27' · Croy 81' · Kreische 84' |                |     | |

| NRD | RFN |

|                |    |                      |  |     |
|                |    |                      |  |     |
| BR             | 1  | Jürgen Croy          |  |     |
|                | 2  | Lothar Kurbjuweit    |  |     |
|                | 3  | Bernd Bransch        |  |     |
|                | 4  | Konrad Weise         |  |     |
|                | 10 | Hans-Jürgen Kreische |  |     |
|                | 12 | Siegmar Wätzlich     |  |     |
|                | 13 | Reinhard Lauck       |  |     |
|                | 14 | Jürgen Sparwasser    |  |     |
|                | 16 | Harald Irmscher      |  | 65' |
|                | 18 | Gerd Kische          |  |     |
|                | 20 | Martin Hoffmann      |  |     |
| Rezerwowi:     |    |                      |  |     |
|                | 5  | Joachim Fritsche     |  |     |
|                | 6  | Rüdiger Schnuphase   |  |     |
|                | 7  | Jürgen Pommerenke    |  |     |
|                | 8  | Wolfram Löwe         |  |     |
|                | 9  | Peter Ducke          |  |     |
|                | 11 | Joachim Streich      |  |     |
|                | 15 | Eberhard Vogel       |  |     |
|                | 17 | Erich Hamann         |  | 65' |
|                | 19 | Wolfgang Seguin      |  |     |
| BR             | 21 | Wolfgang Blochwitz   |  |     |
| BR             | 22 | Werner Friese        |  |     |
| Trener:        |    |                      |  |     |
| Georg Buschner |    |                      |  |     |

|              |    |                          |  |     |
|              |    |                          |  |     |
| BR           | 1  | Sepp Maier               |  |     |
|              | 2  | Berti Vogts              |  |     |
|              | 3  | Paul Breitner            |  |     |
|              | 4  | Hans-Georg Schwarzenbeck |  | 68' |
|              | 5  | Franz Beckenbauer        |  |     |
|              | 8  | Bernhard Cullmann        |  |     |
|              | 9  | Jürgen Grabowski         |  |     |
|              | 12 | Wolfgang Overath         |  | 69' |
|              | 13 | Gerd Müller              |  |     |
|              | 14 | Uli Hoeneß               |  |     |
|              | 15 | Heinz Flohe              |  |     |
| Rezerwowi:   |    |                          |  |     |
|              | 6  | Horst-Dieter Höttges     |  | 68' |
|              | 7  | Herbert Wimmer           |  |     |
|              | 10 | Günter Netzer            |  | 69' |
|              | 11 | Jupp Heynckes            |  |     |
|              | 16 | Rainer Bonhof            |  |     |
|              | 17 | Bernd Hölzenbein         |  |     |
|              | 18 | Dieter Herzog            |  |     |
|              | 19 | Jupp Kapellmann          |  |     |
|              | 20 | Helmut Kremers           |  |     |
| BR           | 21 | Norbert Nigbur           |  |     |
| BR           | 22 | Wolfgang Kleff           |  |     |
| Trener:      |    |                          |  |     |
| Helmut Schön |    |                          |  |     |

## Rezultat i tabela
Sensacyjne zwycięstwo Niemieckiej Republiki Demokratycznej spowodowało, że to zawodnicy trenera Georga Buschnera zajęli w grupie A pierwsze miejsce. Republika Federalna Niemiec doznała pierwszej (i jedynej) porażki na mistrzostwach. Obydwie reprezentacje awansowały do następnej rundy. NRD zmierzyła się w niej z Holandią, Brazylią i Argentyną, a RFN z Jugosławią, Szwecją i Polską.
| Zespół    | M | W | R | P | Br+ | Br− | +/− | Pkt |
| --------- | - | - | - | - | --- | --- | --- | --- |
| NRD       | 3 | 2 | 1 | 0 | 4   | 1   | +3  | 5   |
| RFN       | 3 | 2 | 0 | 1 | 4   | 1   | +3  | 4   |
| Chile     | 3 | 0 | 2 | 1 | 1   | 2   | -1  | 2   |
| Australia | 3 | 0 | 1 | 2 | 0   | 5   | -5  | 1   |